# Mohnia simplex
Mohnia simplex är en snäckart som först beskrevs av Addison Emery Verrill 1884.  Mohnia simplex ingår i släktet Mohnia och familjen valthornssnäckor. Inga underarter finns listade i Catalogue of Life.